# Kalv (geografi)
 For alternative betydninger, se Kalv. (Se også artikler, som begynder med Kalv)
Kalv er en småø. Betegnelsen kalv hentyder til, at småøen naturligt tilhører (er et barn af) et større stykke land.

## Danske kalve
- Fænø Kalv
- Rågø Kalv
- Store Kalv i Furesøen. Denne er dog ingen småø, men en lavvandet bugt  og er trods navnet ikke en  kalv i denne artikels forstand.
- Strynø Kalv
- Vorsø Kalv
- Årø Kalv